# NGC 6037
NGC 6037 (również PGC 56947) – galaktyka spiralna (Sab), znajdująca się w gwiazdozbiorze Węża. Odkrył ją Albert Marth 23 lipca 1864 roku. Należy do galaktyk Seyferta typu 2.